# Kup Jugoslavije 1999-2000
La Kup Jugoslavije 1999-2000 (Coppa Jugoslava 1999-2000) fu la 9ª edizione della Kup Jugoslavije e l'ottava della Repubblica Federale di Jugoslavia. Fu la prima senza le squadre di etnia albanese del Kosovo.
La coppa fu vinta dalla Stella Rossa che sconfisse in finale il Napredak Kruševac, prima squadra di Druga liga SR Jugoslavije a raggiungere tale traguardo.

## Squadre partecipanti
Prva liga
- Borac Čačak
- Budućnost Podgorica
- Čukarički Stankom
- Hajduk Kula
- Milicionar
- Mogren
- Obilić
- OFK Belgrado
- Partizan
- Proleter Zrenjanin
- Rad Belgrado
- Radnički Kragujevac
- Radnički Niš
- Spartak Subotica
- Sartid
- Stella Rossa
- Vojvodina
- Železnik
- Zemun

Druga liga
- Bečej
- Bor
- Čelik Nikšić
- ČSK Čelarevo
- OFK Kikinda
- Napredak Kruševac
- Radnički Belgrado
- Sloboda Užice
- Železničar Lajkovac
- Zeta

Terza divisione
- Balkan Mirijevo
- Bud. Banatski Dvor

## Sedicesimi di finale
| Squadra 1           | Risultato       | Squadra 2           |
| ------------------- | --------------- | ------------------- |
| 24.11.1999          |                 |                     |
| Železnik            | 3 – 2           | ČSK Čelarevo        |
| Železničar Lajkovac | 2 – 3           | Zemun               |
| Vojvodina           | 2 – 1           | Bečej               |
| Zeta                | 2 – 2 (8-7 dtr) | Budućnost Podgorica |
| Partizan            | 4 – 2           | Spartak             |
| Borac Čačak         | 1 – 3           | Milicionar          |
| Čelik Nikšić        | 1 – 1 (4-3 dtr) | Radnički Niš        |
| Balkan Mirijevo     | 2 – 1           | Hajduk Kula         |
| Bor                 | 0 – 3           | Stella Rossa        |
| Napredak            | 3 – 1           | Rad                 |
| OFK Kikinda         | 0 – 0 (3-4 dtr) | Radnički Kragujevac |
| Čukarički Stankom   | 2 – 0           | Proleter            |
| Sloboda Užice       | 0 – 2           | Sartid              |
| Bud. Banatski Dvor  | 1 – 0           | OFK Belgrado        |
| Obilić              | 3 – 1           | Radnički Belgrado   |
| Prishtina           | n.d.            | Mogren              |

## Ottavi di finale
| Squadra 1           | Risultato       | Squadra 2         |
| ------------------- | --------------- | ----------------- |
| 08.12.1999          |                 |                   |
| Zeta                | 1 – 2           | Obilić            |
| Napredak            | 2 – 0           | Mogren            |
| Sartid              | 0 – 3           | Stella Rossa      |
| Bud. Banatski Dvor  | 1 – 1 (2-4 dtr) | Čelik Nikšić      |
| Radnički Kragujevac | 1 – 0           | Čukarički Stankom |
| Železnik            | 1 – 0           | Vojvodina         |
| Zemun               | 0 – 0 (4-3 dtr) | Partizan          |
| Balkan Mirijevo     | 0 – 2           | Milicionar        |

## Quarti di finale
| Squadra 1    | Risultato       | Squadra 2         |
| ------------ | --------------- | ----------------- |
| 05.04.2000   |                 |                   |
| Stella Rossa | 1 – 0           | Radnički Belgrado |
| Milicionar   | 1 – 1 (5-4 dtr) | Obilić            |
| Čelik Nikšić | 0 – 5           | Zemun             |
| Napredak     | 0 – 0 (3-1 dtr) | Železnik          |

## Semifinali
| Squadra 1  | Risultato       | Squadra 2    |
| ---------- | --------------- | ------------ |
| 19.04.2000 |                 |              |
| Milicionar | 0 – 3           | Stella Rossa |
| Napredak   | 0 - 0 (5-4 dtr) | Zemun        |

## Finale
| Squadra 1    | Risultato | Squadra 2 |
| ------------ | --------- | --------- |
| 10.05.2000   |           |           |
| Stella Rossa | 4 – 0     | Napredak  |

| Arbitro: | Sava Čokanica (Novi Sad) |

| |            | |
| Pjanović 13’ (rig.), 38’ Ilić 55’ Vukomanović 58’                                                                          | Marcatori  | |
| Kocić Dudić Ilić Vukomanović Glogovac Bunjevčević (Vitakić) Gvozdenović Lerinc Drulić (Mićić) Pjanović (Gojković) Bošković | Formazioni | Krnjinac Atanasković Antić (Babić) Krstić Mijatović Gajić Vidojević Dragnjević (Jokić) Stepanović Kojičić Filipović (Petrović) |
| Slavoljub Muslin | Allenatori | Miroslav Ivković |